# 尼卡龍獸屬
尼卡龍獸屬（學名：Nikkasaurus）是種已滅絕合弓類動物，屬於獸孔目，生存於二疊紀中期的俄羅斯。
尼卡龍獸是種小型動物，頭顱骨只有5公分長。牠們有大型眼眶、鞏膜環。頭部的後段較高，如同其他獸孔目動物。頭部的外形類似盤龍目，尤其是蜥代龍科。牠們可能是種原始獸孔目動物，生存至較晚的時期。
尼卡龍獸可能以昆蟲為食，也可能是夜行性動物。
尼卡龍獸目前只有唯一種，N. tatarinovi，是在2001年由M.F. Ivahnenko敘述、命名。化石發現於俄羅斯的梅津河流域。在2000年，Ivahnenko將發現於同一地層的化石，命名為Reiszia。尼卡龍獸、Reiszia都屬於尼卡龍獸科（Nikkasauridae）。